# Stauren
Stauren är en bergstopp i Antarktis. Den ligger i Östantarktis. Norge gör anspråk på området. Toppen på Stauren är 1 640 meter över havet.
Terrängen runt Stauren är varierad. Trakten är obefolkad. Det finns inga samhällen i närheten. 